# Татчиха
Татчиха (рос. Татчиха) — присілок у Сузунському районі Новосибірської області Російської Федерації.
Входить до складу муніципального утворення Маюровська сільрада. Населення становить 40 осіб (2010).

## Історія
Згідно із законом від 2 червня 2004 року органом місцевого самоврядування є Маюровська сільрада.

## Населення
| 2002 | 2007 | 2010 |
| ---- | ---- | ---- |
| 76   | ↘41  | ↘40  |